# 大洋站 (青岛市)
大洋站是青岛地铁8号线的地铁车站，位于中华人民共和国山东省青岛市城阳区规划路与大洋一路三支路交叉口，于2020年12月24日开通。

## 车站结构
大洋站位于规划路与大洋一路三支路交叉口，沿规划路设置，呈东西走向，为地下两层岛式站台车站，车站长465.6米，宽22.2米，车站地下一层为站厅层，地下二层为站台层，站台设置全高站台门。车站东侧设有两条存车线。
| 地面              | 出入口 | A、B、C出入口 |
| 地下一层          | 站厅   | 客服中心、自动售票机、验票机                                                                                          |
| 地下二层          | 站台   | \| \| \| 8号线往胶州北站（红岛科技馆（方特）） \| \| 島式 · 開左邊车门 \| \| \| \| \| \| 8号线往青岛北站（終點站） \| |
|                   |        | 8号线往胶州北站（红岛科技馆（方特））                                                                                 |
| 島式 · 開左邊车门 |        | |
|                   |        | 8号线往青岛北站（終點站）                                                                                             |

## 出入口
大洋站共设3个出入口，各出口及周围设施如下所示：
| 编号                | 指示         | 建议前往的目的地 | 图片 |
| ------------------- | ------------ | ---------------- | ---- |
| A · 出口            | 大洋一路(南) | 城阳区红岛小学   |      |
| B · 出口            | 大洋一路(南) | 东大洋学校       |      |
| C · 出口 · （设有） | 东大洋村     |                  |      |
| 图例： 设有         |              |                  |      |

## 接驳交通

### 公交车
- 大洋地铁站：780路，949路

## 车站历史
本站工程名与正式站名均为大洋站，以车站所处的东大洋与西大洋社区命名。
- 2018年12月28日，车站主体结构封顶[2]。
- 2020年12月24日，车站随8号线北段通车开通[1]。